# ماكس هيلموت أوستيرمان
ماكس هيلموت أوستيرمان (ولد في 9 أغسطس 1917، توفي في 11 أغسطس 1942) هو طيار مقاتل ألماني في لوفتفافه خلال الحرب العالمية الثانية. تمكن من إسقاط خمسة أو أكثر من طائرات العدو أثناء القتال الجوي وله أكثر من 300 مهمة قتالية ومعظم انتصاراته كانت على الجبهة الشرقية.
أول انتصار جوي له كان في معركة فرنسا في 20 مايو 1940. وقد حقق انتصاره الثاني في 26 مايو 1940. قتل أثناء معركة جوية مع طائرة مقاتلة سوفيتية في روسيا في 1942.